# هزینه تعمیم یافته

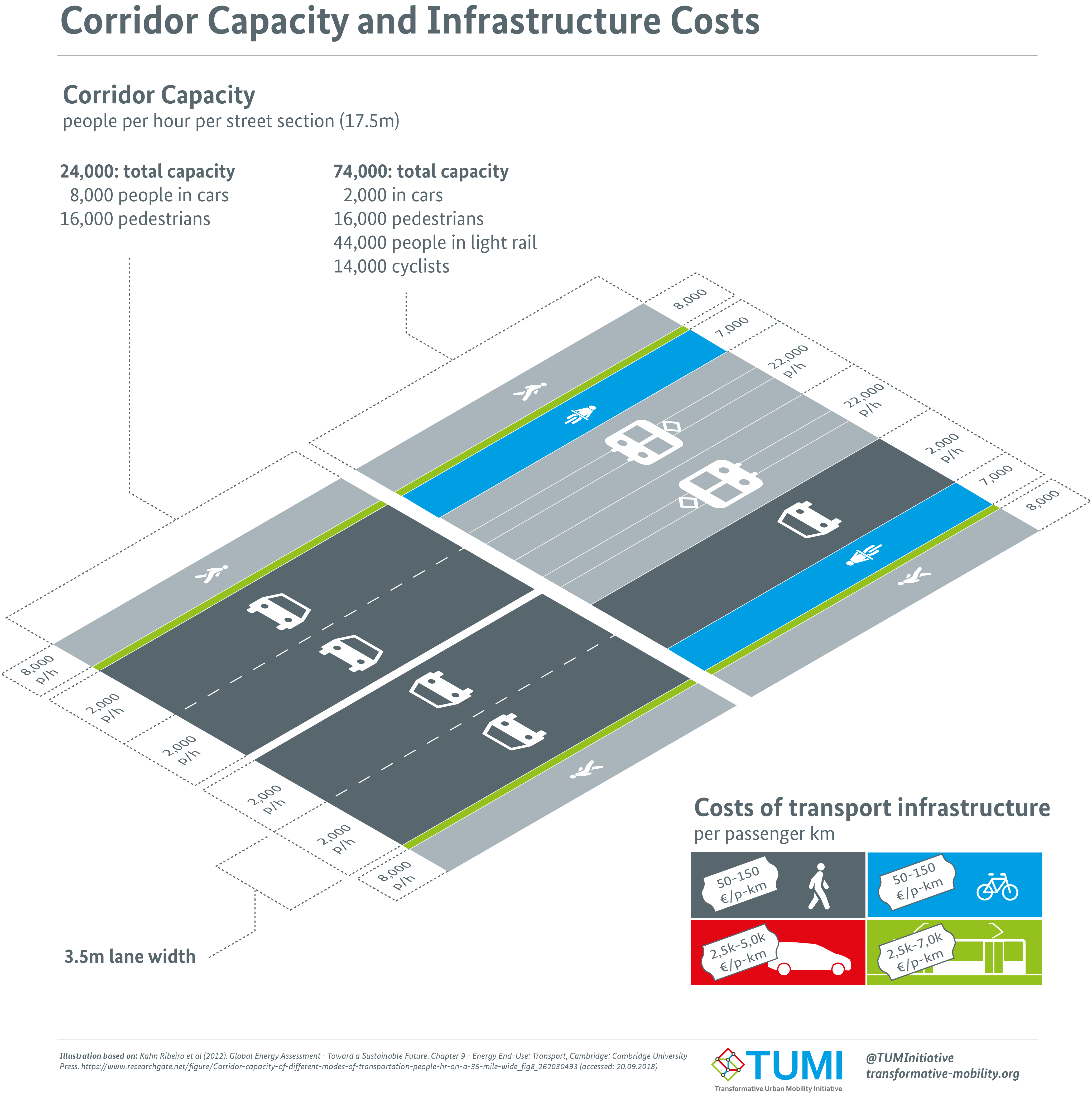
ظرفیت کریدور و هزینه‌های زیرساختی

در اقتصاد ترابری، هزینه تعمیم یافته (به انگلیسی:generalised cost) مجموع هزینه‌های پولی و غیر پولی یک سفر است. گاهی از این اصطلاح به عنوان مبنایی برای قضاوت در مورد میزان دسترسی ترابری و توزیع عادلانه منابع ترابری عمومی استفاده می‌شود.
هزینه‌های پولی (یا «هزینه‌های پرداخت‌شده از جیب») ممکن است شامل کرایه سفر با ترابری عمومی، یا هزینه سوخت، استهلاک و هرگونه هزینه پارکینگ، عوارض یا هزینه تراکم در سفر با خودرو باشد.
هزینه‌های غیر پولی به زمان صرف شده برای انجام سفر اشاره دارد. زمان با استفاده از یک ارزش زمانی به یک ارزش پولی تبدیل می‌شود و معمولاً با توجه به درآمد مسافر و هدف سفر متفاوت است.
هزینه تعمیم یافته معادل قیمت کالا در نظریه عرضه و تقاضا است و بنابراین تقاضا برای سفرها را می‌توان با استفاده از کشش قیمتی تقاضا به هزینه تعمیم یافته آن سفرها مرتبط کرد. عرضه معادل ظرفیت (و، برای جاده‌ها، کیفیت جاده) در شبکه است.

## شکل پایه
در شکل پایه‌ایش، هزینه تعمیم یافته (g) از موارد زیر تشکیل شده‌است:
{\displaystyle g=p+u(w)}
- p به هزینه‌های پولی (هزینه‌های پرداخت از جیب) سفر اشاره دارد.
- u(w) به هزینه‌های غیر پولی (زمانی) یک سفر بدون ازدحام (نبود راه‌بندان) اشاره دارد و تابعی از w است (در مدل اقتصادی ترابری، w معیاری از استاندارد جاده یا سطح خدمات ترابری عمومی است که هر دو با ظرفیت مرتبط هستند). هنگامی که زمان سفر جریان آزاد مشخص باشد، u(w) را می‌توان به عنوان حاصل ضرب زمان سفر (t) در شرایط بدون ازدحام و هزینه فرصت زمان سفرکننده (τ) محاسبه کرد، به طوری که: {\displaystyle u(w)=\tau t} .

در حالتی دیگر هر مسافر تأخیر کمی را به هر مسافر دیگری تحمیل می‌کند و زمان سفر را برای همه مسافران افزایش می‌دهد. تابع هزینه تعمیم یافته را می‌توان گسترش داد تا تأخیر ازدحامی یا تراکمی (به انگلیسی:congestion delay) را منعکس کند.
{\displaystyle g=p+u(w)+v(q,w)}
عبارت اضافی v(q,w) به هزینه فرصت زمان سفر اضافی که مسافر به دلیل ازدحام تجربه می‌کند، اشاره دارد. در مدل‌های اقتصادی ترابری، پارامتر q تقاضا و w واحد اندازه‌گیری ظرفیت است (که با در نظر گرفتن افزایش ظرفیت دچار اهمیت می‌شود).
به عنوان مثال، اگر زمان سفر در یک مسیر خاص از جاده به ازای هر ۱۰۰۰ وسیله نقلیه در ساعت که از جاده استفاده می‌شود ۱۰ دقیقه افزایش یابد و اگر q با هزاران وسیله نقلیه در ساعت اندازه‌گیری شود، تابع ازدحام را می‌توان   {\displaystyle v=2q}  در نظر گرفت.
مشاهده شده‌است که مسافران زمان صرف شده در برخی از قسمت‌های سفر خود را به زمانی که برای برخی دیگر صرف می‌کنند ترجیح می‌دهند. یک سفر معمولی را می‌توان به چهار بخش تقسیم کرد:
- زمانی که صرف راه رفتن در مبدأ مسیر می‌شود
- زمانی که صرف منتظر بودن برای وسیله نقلیه می‌شود
- زمانی که صرف استفاده از وسیله نقلیه می‌شود
- و زمانی که صرف راه رفتن به مقصد می‌شود

به‌طور معمول فرض می‌کنیم که مسافران از تمام زمانی که در سفر می‌گذرانند «بیزارند» در نتیجه مسافران از زمان صرف شده برای راه رفتن و منتظر ماندن بیشتر از زمان صرف شده در وسیله نقلیه بیزار خواهد بود و بنابراین حاضرند برای اجتناب از این زمان صرف شده هزینه بیشتری بپردازند. این پدیده منجر به ارزش زمان بالاتری برای آن قسمت‌های خارج از وسیله نقلیه در سفر نسبت به قسمت اصلی سفر می‌شود؛ بنابراین تابع u(w) که قبلاً ذکر شد را می‌توان متشکل از مجموعه‌های متفاوت زمان ارزش‌گذاری شده در نظر گرفت.